# Brendan Teys
Brendan Teys (Brisbane, 22 febbraio 1990) è un cestista australiano.